# الرخمة (إب)
الرخمة هي إحدى قرى الجمهورية اليمنية. وهي تتبع جغرافيًا لمحافظة إب. وإداريًا لمديرية السبرة. يبلغ تعداد سكانها 1530 نسمة حسب الإحصاء الذي جرى عام 2004.